# Falcileptoneta melanocomata
Espèce
Synonymes
- Leptoneta melanocomata Kishida, 1939

Falcileptoneta melanocomata est une espèce d'araignées aranéomorphes de la famille des Leptonetidae.

## Systématique
L'espèce Falcileptoneta melanocomata a été initialement décrite en 1939 par le zoologiste japonais Kyūkichi Kishida (1888-1968) sous le protonyme de Leptoneta melanocomata et dans une publication rédigée par Shigejirō Ishikawa (d).

## Distribution
Cette espèce est endémique du Japon.

## Publication originale
- Ishikawa, 1939 : « Spider in Ryuheon-dong ». Acta Arachnologica, vol. 4, no 4, p. 162-163.